# Dragspänning
Dragspänning eller normalspänning definieras som den negativa spänning som uppstår i en enaxligt belastad stång utsatt för en dragkraft. 
Ett material kan deformeras plastiskt eller deformeras elastiskt beroende på spänningens storlek. Deformationen övergår från elastisk till plastisk vid sträckgränsen, benämnd {\displaystyle \sigma _{s}} eller {\displaystyle \sigma _{02}}. Benämningen {\displaystyle \sigma _{02}} har sitt ursprung i att det krävs en deformation på {\displaystyle \epsilon =0,2\%} för att deformationen skall kvarstå efter avlastning. I det plastiska området sker ett deformationshårdnande, dvs. att det krävs allt högre spänning för att ytterligare deformera materialet. I detta område kallas spänningen för flytspänning {\displaystyle \sigma _{f}}. Slutligen inträffar ett brott vid brottspänningen {\displaystyle \sigma _{b}}.
Resultatet från ett dragprov brukar illustreras i ett spännings-töjningsdiagram kallat dragprovkurva.
I enlighet med Metallnormcentralens beteckningar så har beteckningarna ovan ersatts med de följande:
ReL   = {\displaystyle \sigma _{s}}
Rp02 ={\displaystyle \sigma _{02}}
Rm     = {\displaystyle \sigma _{B}}
A5     ={\displaystyle \epsilon _{5}}